# Eleutherolaimus nutus
Eleutherolaimus nutus is een rondwormensoort uit de familie van de Linhomoeidae. De wetenschappelijke naam van de soort is voor het eerst geldig gepubliceerd in 1964 door Gerlach.